# Plectotrochammina
Plectotrochammina es un género de foraminífero bentónico de estatus incierto, aunque considerado perteneciente a la familia Globotextulariidae, de la superfamilia Ataxophragmioidea, del suborden Ataxophragmiina y del orden Loftusiida. Su especie tipo es Plectotrochammina subglobosa. Su rango cronoestratigráfico abarca el Holoceno.

## Discusión
Clasificaciones previas hubiesen incluido Plectotrochammina en el suborden Textulariina del orden Textulariida o en el orden Lituolida.

## Clasificación
Plectotrochammina incluye a las siguientes especies:
- Plectotrochammina clara
- Plectotrochammina dinae
- Plectotrochammina subglobosa